# Новая Иерусалимская Библия
Новая Иерусалимская Библия (англ. The New Jerusalem Bible (NJB)) — перевод Библии на английский язык, опубликованный в 1985 году Darton, Longman and Todd и Les Editions du Cerf, отредактированный бенедиктинским библеистом Генри Вансбро и одобренный для использования в учебных целях и для личного поклонения членами Католической церкви, а также одобренный Церковью Англии.

## Обзор
Новая Иерусалимская Библия — это обновлённая версия Иерусалимской Библии, английской версии французской Библии Иерусалима. Принято считать, что Иерусалимская Библия не была переводом с французского; скорее, это был оригинальный перевод, на который сильно повлиял французский. Эту точку зрения не разделяет Генри Вансбро, редактор Новой Иерусалимской Библии, который пишет: «Несмотря на заявления об обратном, очевидно, что Иерусалимская Библия была переведена с французского, возможно, с редкими заимствованиями из еврейского или греческого языков, а не наоборот».
Как и Иерусалимская Библия, Новая Иерусалимская Библия принимает необычное решение передать имя Бога, Тетраграмматон в еврейских писаниях, как Яхве, а не как «Господь» в 6823 местах Ветхого Завета в Новой Иерусалимской Библии. Это решение было основано на переводе или восстановлении самой ранней известной копии частей Ветхого Завета, найденной в Кумране в 1947 году (свитки Мёртвого моря), датируемой примерно вторым веком до нашей эры. По совпадению, кумранский текст иногда согласуется с Септуагинтой, примерно того же периода, а не с более поздним масоретским текстом. Например, во Второзаконии 32:8–9 не только «Господь» переведено как Яхве, но и фраза «сыны Израилевы» исправлена на «сыны/дети Божьи» на основе кумранских текстов и Септуагинты. Новая Иерусалимская Библия — одна из версий, разрешённых к использованию в богослужениях Епископальной церкви и Англиканского сообщества.
В Новой Иерусалимской Библии еврейский термин «Саваоф» также транслитерируется вместо традиционного перевода, то есть «Яхве Саваоф» вместо «Господь Саваоф». Это сделано ради точности, так как перевод слова «Саваоф» неясен.

## Последующие версии
Французским источником Новой Иерусалимской Библии и источником её учебных заметок является французская La Bible de Jérusalem, последний раз обновлённая в 1998 году. В настоящее время действует новый библейский проект под названием «Библия в её традициях». Согласно примечаниям, при переводе еврейских Библейских Писаний большее значение будет придаваться Септуагинте, хотя масоретский текст останется основным источником. Демонстрационный том (на английском, французском и испанском языках) уже доступен. Французская часть Демонстрационного тома доступна онлайн вместе с одним образцом перевода на английский язык.
Издательство Darton, Longman and Todd опубликовало пересмотренную Новую Иерусалимскую Библию в 2019 году. Первое издание, содержащее Новый Завет и Псалмы, было опубликовано в феврале 2018 года, а полная Библия — в июле 2019 года. Существенно перерабатывая тексты Иерусалимской Библии и Новой Иерусалимской Библии, новый перевод «применяет формальный эквивалентный перевод для более точной передачи оригинальных писаний, восприимчивости к читаемым речевым моделям и более инклюзивного языка». Он содержит новые учебные заметки и введения к книгам, написанные Генри Вансбро .